# Allas-Armas
Allas-Armas – polski herb szlachecki, pochodzenia francuskiego.

## Opis herbu

### Opis historyczny
Juliusz Ostrowski blazonuje herb następująco:

W polu srebrnem dwa pasy błękitne ukośne prawe. Nad hełmem korona. Pod tarczą na wstędze godło: ALLAS AKMAS.

### Opis współczesny
Opis skonstruowany współcześnie brzmi następująco:
Na tarczy w polu srebrnym dwa skosy błękitne
Pod tarczą dewiza Allas armas.

## Najwcześniejsze wzmianki
Przyniesiony z Francji w r. 1793 przez rodzinę Marassé, w województwie krakowskim znany od 1807. Z 28 stycznia 1869 roku, pochodzi potwierdzenie szlachectwa w Galicji dla Mieczysława Fortunata Marassé z braćmi.

## Herbowni
Herb ten był herbem własnym, toteż do jego używania uprawniony jest tylko jeden ród herbownych:
Marassé.